# Тетару (Прахова)
Тетару (рум. Tătaru) — село у повіті Прахова в Румунії. Входить до складу комуни Тетару.
Село розташоване на відстані 76 км на північ від Бухареста, 31 км на північний схід від Плоєшті, 136 км на захід від Галаца, 85 км на південний схід від Брашова.

## Населення
За даними перепису населення 2002 року у селі проживали 465 осіб, усі — румуни. Усі жителі села рідною мовою назвали румунську.